# Chesapeake (Nyugat-Virginia)
Chesapeake város az USA Nyugat-Virginia államában, Kanawha megyében. Lakosainak száma 1335 fő (2020. április 1.).

## Népesség
A település népességének változása:

| 2010 | 1 554 |
| 2020 | 1 335 |